# Hödorf (Geislingen)
Hödorf ist eine Wüstung auf der Gemarkung von Geislingen im Zollernalbkreis in Baden-Württemberg.

## Geographie
Die Wüstung lag auf der ehemaligen Gemarkung von Erlaheim.

## Geschichte
Der um 1350 und 1384 erwähnte Flurname Hödorf könnte auf eine Siedlung hinweisen.